# Льгоща
Льгоща (Льгощь) — река в Тверской и Московской областях России, левый приток Руссы.
Длина — 15 км, площадь водосборного бассейна — 58,5 км². Исток — у деревни Кашенцево Зубцовского района Тверской области, впадает в Руссу у деревни Харпай городского округа Лотошино Московской области в 45 км от её устья.
По данным Государственного водного реестра России, относится к Верхневолжскому бассейновому округу. Речной бассейн — (Верхняя) Волга до Куйбышевского водохранилища (без бассейна Оки), речной подбассейн — бассейны притоков (Верхней) Волги до Рыбинского водохранилища, водохозяйственный участок — Волга от города Твери до Иваньковского гидроузла (Иваньковское водохранилище).